# Lorenzo Pirola
Lorenzo Pirola, né le 20 février 2002 à Carate Brianza en Italie, est un footballeur italien, qui évolue au poste de défenseur central à l'Olympiakós.

## Biographie

### Carrière

#### En club
Il rejoint l'Inter en 2015, après avoir joué dans différents clubs locaux, dont en dernier le Luciano Manara de Barzanò.
Figurant sur la liste étendue de l'Inter pour la Ligue des champions, il fait partie des cinq joueurs nés en 2002 intégrés au groupe professionnel lors de la saison 2019-2020.
Il joue une première fois en équipe professionnelle en août 2019 dans un match amical contre Tottenham.

#### En équipe nationale
Avec les moins de 17 ans, il participe au championnat d'Europe des moins de 17 ans en 2019. Il est titulaire lors de cette compétition récupérant même le brassard de capitaine pour la rencontre de poule gagnée 4-1 contre l'Espagne, où il marque son premier but en sélection U17. Son équipe s'incline en finale face aux Pays-Bas au terme d'un match prolifique en buts (4-2).
Il figure par la suite dans le onze type de ce tournoi.

### En sélection
- Finaliste du championnat d'Europe des moins de 17 ans en 2019 avec l'équipe d'Italie des moins de 17 ans.

## Palmarès
Olympiakos
- Championnat de Grèce (1) :
  - Champion : 2025
- Coupe de Grèce (1) :
  - Vainqueur : 2025